# Norman Bethune
Henry Norman Bethune (Gravenhurst, Canadà, 3 de març de 1890 - Tang, Xina 12 de novembre de 1939) va ser un metge canadenc. És conegut pels seus serveis en temps de guerra, amb la intervenció de les seves unitats mèdiques durant la Guerra Civil Espanyola i amb els exèrcits de la Xina durant la Segona Guerra Sinojaponesa. Habitualment es considera que va desenvolupar el primer servei mòbil de transfusions de sang a Espanya el 1936, tot i que altres fonts atribueixen aquest mèrit, uns mesos abans, al doctor Frederic Duran i Jordà.

## Família
Norman Bethune provenia d'una prominent família canadenca d'origen escocès. El seu rebesavi, el reverend John Bethune (1751-1815), fou el patriarca de la família i va establir la primera Església Presbiteriana a Montreal. El seu besavi, Angus Bethune (1783-1858), va pertànyer a la Companyia del Nord-oest, i va viatjar extensament a través dels territoris del nord-oest, per a l'exploració i el comerç de pells.
El seu avi, també anomenat Norman (1822-1892), va ser educat com a metge a Toronto, i va assistir al King's College de Londres i el Guy's Hospital en Londres. Es graduà en 1848 com a membre del Real Col·legi de Metges, i va ser un dels fundadors de l'Escola Superior de Medicina del Canadà, que es va incorporar al Trinity College i, finalment, a la Universitat de Toronto.
El seu pare, el reverend Malcolm Nicolson Bethune, va portar una vida tranquil·la com a pastor a Gravenhurst al costat de la seva esposa, Isabel, i tots dos van inculcar a Norman els valors que el van fer destacar en la seva vida adulta.

## Joventut
Henry Norman Bethune va néixer a Gravenhurst, Ontario, el 3 de març de 1890. Va tenir una germana, Janet, i un germà, Malcolm.
En la seva joventut va assistir al col·legi Owen Sound, i s'hi graduà el 1907. Al setembre de 1909 es va matricular en la Universitat de Toronto. Va interrompre els seus estudis durant un any el 1911 per incorporar-se com a mestre voluntari del Frontier College en remots campaments llenyataires i miners de tot el nord d'Ontario, ensenyant als treballadors immigrants a llegir i escriure en anglès. El 1914, quan es va declarar la guerra a Europa, va tornar a suspendre els seus estudis de medicina, per servir com a portalliteres al front occidental. Allí va ser ferit per metralla i va passar tres mesos de recuperació en un hospital anglès. Quan es va recuperar de les ferides, va tornar a Toronto per completar el seu títol de metge, que va rebre el 1916.
Amb la guerra encara en curs, es va unir a la Royal Navy com a tinent-cirurgià a l'hospital de Chatham, al sud de Londres. En finalitzar la guerra, va iniciar una passantia especialitzada en malalties infantils a l'hospital infantil londinenc de Great Ormond Street Hospital. Més tardva anar a Edimburg, on va obtenir la qualificació professional del prestigiós Royal College of Surgeons.
Després de curar-se d'una tuberculosi, el 1929, es va unir a l'equip del pioner en cirurgia toràcica, el Dr. William Edward Archibald, cirurgià-cap de l'Hospital Royal Victoria de Montreal, on va perfeccionar les seves habilitats en aquest camp i va desenvolupar i va modificar més d'una dotzena de noves eines quirúrgiques. El seu instrument més famós van ser les "Bethune rib shears" (Tisores de costella Bethune), que se segueixen usant avui dia. Publicà 14 articles descrivint les seves innovacions en la tècnica del tòrax.

## Activitat política
Bethune va passar a estar cada vegada més desinteressat pels tractaments quirúrgics i més preocupat per l'aspecte socioeconòmic de la malaltia. Va exercir com a metge a Montreal durant els anys de la Gran Depressió, auxiliant amb freqüència als més desfavorits, als quals va donar atenció mèdica gratuïta. Va desafiar als seus col·legues de professió i va pressionar, sense èxit, perquè el govern realitzés reformes radicals d'atenció mèdica i serveis de salut al Canadà.
Bethune va ser un dels primers defensors de la medicina socialitzada, que van formar el Grup de Montreal per a la protecció de la salut. El 1935, va viatjar a la Unió Soviètica per observar de primera mà el seu sistema d'atenció de salut. Durant aquest any va esdevenir un comunista compromès, i es va unir al Partit Comunista del Canadà. No obstant això, i a causa de la seva falta de convicció que el comunisme fos la solució als problemes del món, va declinar l'oferta de ser cap del partit.

## Espanya

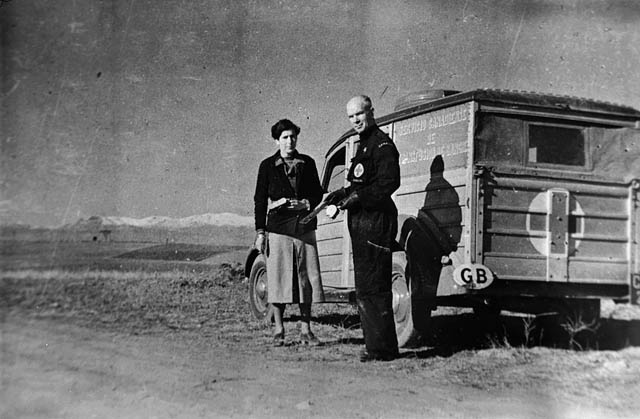
El Dr. Bethune el 1937, junt a una infermera i la seva unitat de transfusions de sang amb el lema Unitat Canadenca de Transfusions, durant la Guerra Civil Espanyola

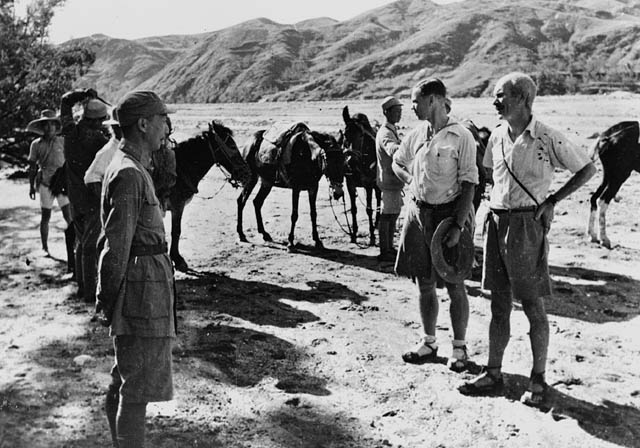
Bethune, junt a soldats xinesos, el 1938 durant la Segona Guerra Sinojaponesa.

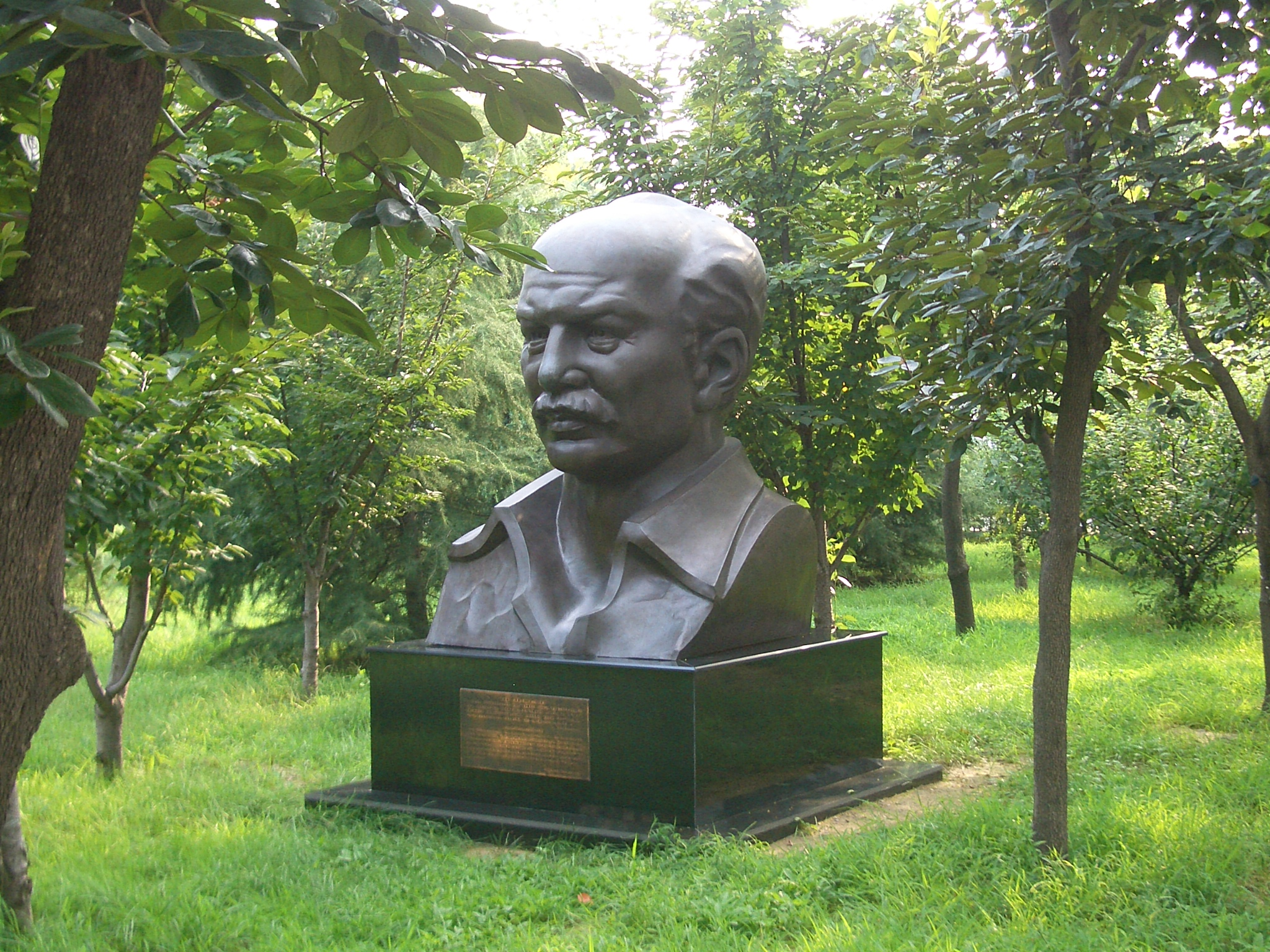
Monument a Norman Bethune al castell de Wanping, a Beijing (Xina).

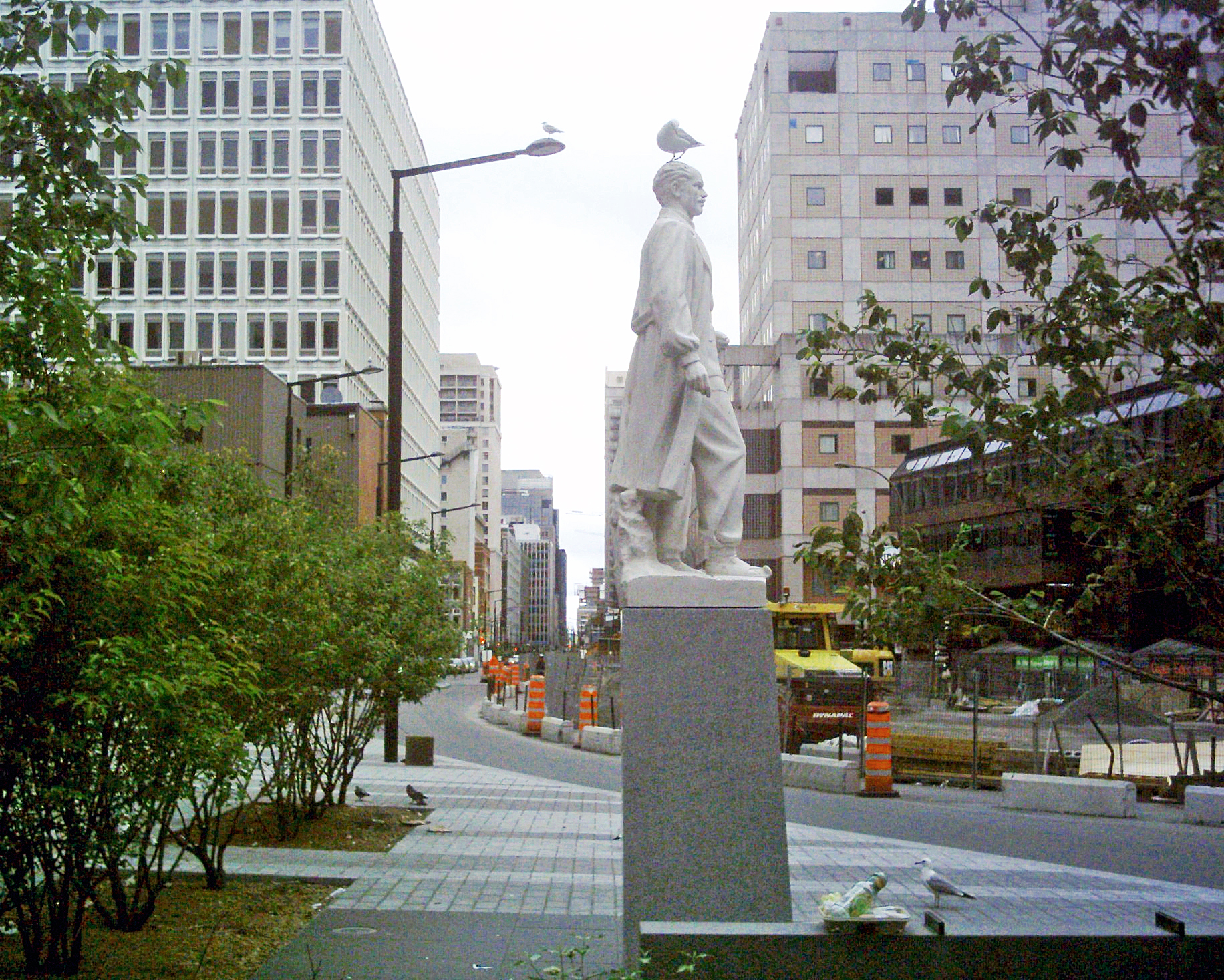
Estàtua i plaça Norman Bethune de Montreal (Quebec).

El 1936, en esclatar la Guerra Civil Espanyola, Bethune va acceptar una invitació de la Comissió d'Ajuda a la Democràcia Espanyola encapçalant la Unitat Mèdica del Canadà a Madrid. Es va incorporar al Batalló Mackenzie-Papineau, que estava integrat pels comunistes del Canadà i altres esquerrans, i va partir per a Madrid el 3 de novembre de 1936.
Una causa freqüent de mort al camp de batalla era el xoc circulatori provocat per la pèrdua de sang, que causava la mort instantània d'un combatent les ferides del qual no semblaven greus. Bethune va concebre la idea de l'administració de transfusions de sang in situ, i va desenvolupar la primera unitat mèdica mòbil. La unitat contenia 500 apòsits per a ferides, i suficients subministraments i medicines per 100 operacions. A més va organitzar un servei per a recollir la sang dels donants i traslladar-la al capdavant de batalla, salvant així incomptables vides. El treball de Bethune a Espanya en el desenvolupament de les unitats mèdiques mòbils va ser el model per al desenvolupament posterior de les unitats MASH (Mobile Army Surgical Hospital).
Una de les seves intervencions més dramàtiques es va produir durant la massacre de la carretera Màlaga-Almeria, quan es va desplaçar expressament des de València cap a Màlaga per socórrer la població civil que estava sent massacrada durant la seva fugida de la ciutat, que havia estat presa pel bàndol nacional, cap a Almeria. Durant tres dies ell i els seus ajudants Hazen Sise i Thomas Worsley van socórrer als ferits i van ajudar en el trasllat de refugiats cap a la capital d'Almeria Aquesta experiència traumàtica el duria a escriure la narració El crim de la carretera Màlaga-Almeria.
| «                | "... El que vull explicar-vos és el que jo mateix vaig veure en aquesta marxa forçada, la més gran, la més horrible evacuació d'una ciutat que hagin vist els nostres temps...." | » |
| — Norman Bethune | |   |

Bethune va tornar al Canadà el 6 de juny de 1937, començant una gira per recaptar fons i voluntaris per a la lluita contra el feixisme a Espanya.

## Xina
El 1938, va viatjar a Yan'an, a la província de Shaanxi, a la Xina. Allí es va unir als comunistes xinesos liderats per Mao Zedong en la seva lluita contra els japonesos en la Segona Guerra Sinojaponesa. En el camp de batalla va realitzar operacions quirúrgiques d'emergència sobre víctimes de guerra i va dur a terme la formació de metges, infermeres i infermers. Allí destacà per no fer distinció entre les víctimes, donant el mateix tractament als presoners japonesos ferits que als combatents xinesos.
En l'estiu de 1939, Bethune va ser nomenat assessor mèdic a Shanxi, Chahar i Hebei, sota la direcció del General Nie Rongzhen. A finals d'any, va rebre una ferida en un dit mentre duia a terme una operació d'urgència, la qual cosa li va provocar una infecció en la sang que es va propagar per tot el cos i va produir la seva mort, víctima de sèpsia, el 12 de novembre de 1939. El mateix Mao va escriure el 1939, en un assaig sobre ell: "Tots hem d'aprendre del seu desinterès absolut. Qui posseeixi aquest esperit pot ser-li molt útil al poble."

## Llegat
Pràcticament desconegut en la seva pàtria durant la seva vida, Bethune rebé el reconeixement internacional quan el president Mao Zedong, de la República Popular de la Xina, va publicar el seu assaig titulat "En memòria de Norman Bethune" (en xinès: 纪念 白求恩), que va documentar els últims mesos de la vida del metge a la Xina. L'assaig va esdevenir lectura obligatòria a les escoles primàries de la Xina durant la Revolució Cultural xinesa (1966-1976).
Bethune és un dels pocs occidentals als qui s'han dedicat estàtues a la Xina. Està enterrat al Cementiri dels Màrtirs Revolucionaris de Shijiazhuang, a la província de Hebei, enfront de la tomba de Dwarkanath Kotnis, un metge indi també guardonat per la seva contribució humanitària al poble xinès.
En altres parts de la Xina, diverses institucions i hospitals porten el seu nom. A Canadà, es troben el Bethune College de la Universitat de York, i el Dr. Norman Bethune Collegiate Institute (una escola secundària) a Scarborough, Ontario, que porten el seu nom. A Andalusia, es troba el Centre de formació professional específica de la Creu Roja "Norman Bethune", situat a Almayate (Màlaga). També a la ciutat de Màlaga un carrer va rebre el nom "Paseo de los Canadienses", en homenatge a l'ajut donat per Bethune als habitants de la ciutat.
El Govern del Canadà va comprar el 1973 la mansió en la qual havia nascut a Gravenhurst, després d'una visita del primer ministre Pierre Trudeau a la Xina. L'any anterior el doctor Bethune havia estat declarat persona d'importància històrica nacional. El 1976, després de la restauració de l'edifici, es va obrir al públic com Casa Memorial Bethune, classificada com a Lloc Històric Nacional del Canadà.
La ciutat de Montreal, a Quebec, va crear una plaça pública i va erigir una estàtua en el seu honor, situades prop de l'estació de metro Guy-Concòrdia. Al març de 1990, per commemorar el centenari del seu naixement, Canadà i Xina van emetre segells postals amb el mateix disseny en el seu honor. En l'actualitat hi ha un carrer a Màlaga amb el nom "Doctor Norman Bethune", a la nova barriada Soliva Este.